# Louis Gabrillargues
Louis Gabrillargues (Montpellier, 1914. június 16. – Saint-Bauzille-de-Putois, 1994. november 30.) francia válogatott labdarúgó, edző.